# Sechsstreifen-Seifenbarsch
Der Sechsstreifen-Seifenbarsch (Grammistes sexlineatus), auch Goldstreifenbarsch genannt, kommt im Roten Meer und im Indopazifik von Ost- und Südafrika bis zum südlichen Japan, den Marquesas, Mangareva und Neuseeland vor. Er bevorzugt Fels- und Korallenriffe in Tiefen von einem bis 40 Metern und verbirgt sich tagsüber in Höhlen und Spalten. Die Fische ernähren sich vor allem von kleineren Fischen. Sie sind Einzelgänger, die sich nur gelegentlich zu kleinen Gruppen finden. Sechsstreifen-Seifenbarsche balzen in den Abendstunden.

## Merkmale
Der Sechsstreifen-Seifenbarsch wird 30 Zentimeter lang. Die Rückenflosse hat sieben Hart- und 13 bis 14 Weichstrahlen, die Afterflosse hat zwei Hart- und neun Weichstrahlen. Sechsstreifen-Seifenbarsche sind dunkelbraun gefärbt. Jungfische sind zunächst schwarz mit runden hellen Punkten. Dann bilden sich zunächst zwei weiße Längsstreifen auf den Körperflanken, die sich mit dem Wachstum aufspalten. Bei einer Größe von fünf Zentimeter haben sie drei, ab einer Länge von acht Zentimeter sechs gelbe Längsstreifen. Bei älteren Fischen können sich die Längsstreifen wieder in eine Reihe länglicher Striche auflösen. Die Haut der Fische enthält das extrem bittere Gift Grammistin, außerdem wurde von Ciguatera-Vergiftungen berichtet.